# Durchfahrtsland
Durchfahrtsland ist ein Dokumentarfilm von der Regisseurin Alexandra Sell,
gedreht ab dem Jahr 2002 in Hemmerich, Rösberg und Walberberg, Bornheim in Nordrhein-Westfalen. Sell schrieb das Drehbuch und spricht den Off-Kommentar.

## Inhalt
In ihrem Debütfilm stellt Alexandra Sell vier Persönlichkeiten vor, die aufgrund ihrer Weltanschauung und ihres Charakters ein Stück deutsche Provinz darstellen. Eine fremde Welt dokumentiert durch die vier Protagonisten zwischen Köln und Bonn, so wie die beiden Off-Sprecher.
Der Film begleitet ein Jahr lang das Leben der vier Protagonisten, für die das Vorgebirge die Mitte der Welt ist.
Hans Wilhelm Dümmer ist der Pfarrer der Dörfer Bornheim-Hemmerich und -Rösberg, zweier lange verfeindeter Dörfer, die er wieder versöhnen und zu einer Gemeinde zusammenführen möchte. Innerhalb des Beobachtungsjahres versucht er vergeblich zahlreiche Tricks, die die Dörfer wieder zusammenwachsen lassen sollen.
Mark Basinsky ist das jüngste Mitglied eines Junggesellenvereines. Er träumt davon Modedesign in Mailand zu studieren. Er passt nicht in die Dorfgemeinschaft, auch wenn er sogar sehr darauf achtet, keinen Junggesellenabschied zu verpassen. Im Laufe des Filmes schafft er es bis nach Köln und wohnt dabei immer noch im Dorf.
Giuseppe Scolaro ist erster Vorsitzender eines Spielmannszuges und zum eigenen Bedauern Italiener. Er möchte zum Bund, was ihm trotz Übergewicht auch gelingt.
Sophie Rey ist eine Krimiautorin, die im Eigenverlag Lokal-Krimis veröffentlicht. Diese haben jedoch keinen besonderen Erfolg, insbesondere nicht in ihrem Dorf. Sie kommt mit den Bewohnern des Dorfes gut zurecht, nur diese wollen ihre Bücher nicht kaufen.

### Protagonisten
- Hans Wilhelm Dümmer, Pfarrer zweier verfeindeter Dörfer
- Sophie Rey, Lokal-Krimiautorin
- Mark Basinski, jüngstes Mitglied eines Junggesellenvereines
- Giuseppe Scolaro, erster Vorsitzender eines Spielmannszuges

### Erzähler
- Hans Schulze
- Alexandra Sell

## Entstehungsgeschichte
Bei dem Film Durchgangsland handelt es sich um eine Langzeitbeobachtung, welche von 2Pilots produziert wurde. Die ZDF-Redaktion Das Kleine Fernsehspiel fungierte als Co-Produzent. Verantwortlicher Redakteur war Christian Cloos.
Gefördert wurde der Dokumentarfilm von Nordmedia, Kuratorium junger deutscher Film und der Filmstiftung NRW. Real Fiction übernahm den Filmverleih.

## Filmfestivals (Auszug)
- 2005, 5. Februar: Berlinale, internationales Filmfestival, Berlin/Deutschland
- 2005, 8. Oktober: Warsaw Film Festival, Warschau/Polen
- 2006, 12. März: Sehenswert, das gemeinsames Filmfestival Deutschlands, Österreichs und der Schweiz (organisiert von der Schweizerischen Botschaft, dem Österreichischen Kulturforums und dem Goethe-Institut) Budapest/Ungarn

## Preise und Auszeichnungen
- 2005:  Festival des deutschen Films Filmkunstpreis „Besondere Auszeichnung“ Begründung der Jury. Abgerufen am 14. August 2016.
- 2005: „Special Prix Europa“[1] in der Kategorie TV Non-Fiction, gestiftet vom Europäischen Parlament.